# 龙州冬青
龙州冬青（学名：Ilex longzhouensis）为冬青科冬青属的植物，为中国的特有植物。分布于中国大陆的云南、广西等地，生长于海拔500米至1,000米的地区，多生在石灰岩石山疏林中，目前已由人工引种栽培。
其种加词“longzhouensis”意为“广西龙州县的”。

## 异名
- Ilex xylosmaefolia C. Y. Wu et Y. R. Li